# 咸丰球蛛
咸丰球蛛（学名：Theridion xianfengensis）为球蛛科球蛛属的动物。在中国大陆，分布于湖北、四川、海南、贵州等地，多生活于茶园、橘园草丛中。